# Occidozyga magnapustulosus
Occidozyga magnapustulosus é uma espécie de anfíbio da família Ranidae.
Pode ser encontrada nos seguintes países: Laos, Tailândia e Vietname.
Os seus habitats naturais são: florestas subtropicais ou tropicais húmidas de baixa altitude, regiões subtropicais ou tropicais húmidas de alta altitude, matagal húmido tropical ou subtropical, rios, rios intermitentes, marismas intermitentes de água doce, jardins rurais, áreas urbanas e canals e valas.